# ویکتور (آرکانزاس)
ویکتور (به انگلیسی: Victor) یک منطقهٔ مسکونی در ایالات متحده آمریکا است که در شهرستان پوپ، آرکانزاس واقع شده‌است. ویکتور ۲۷۱ متر بالاتر از سطح دریا واقع شده‌است.